# It Grutte Ear

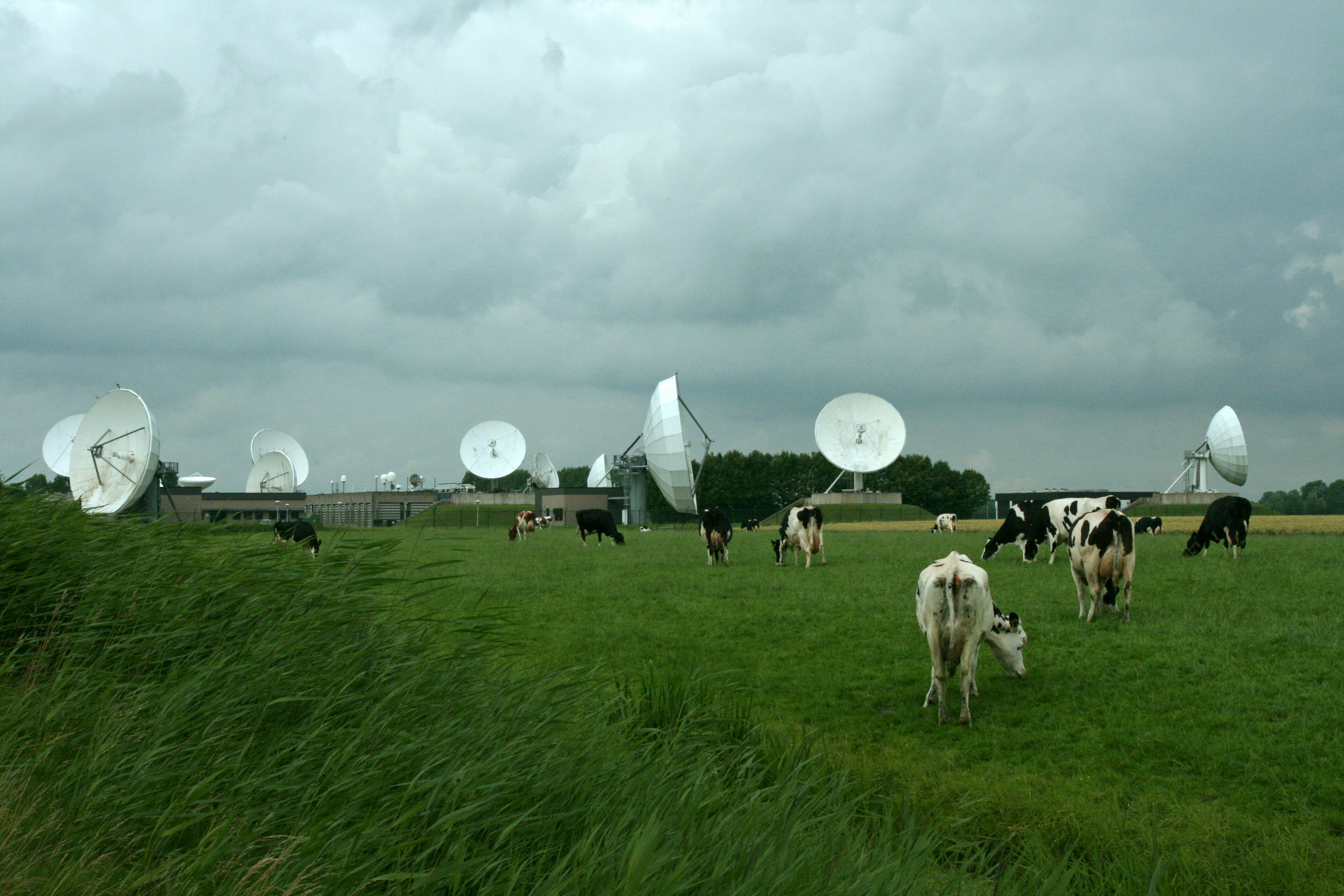
It Grutte Ear gezien vanuit het zuiden met een aantal gebouwen van de NSO (2008)

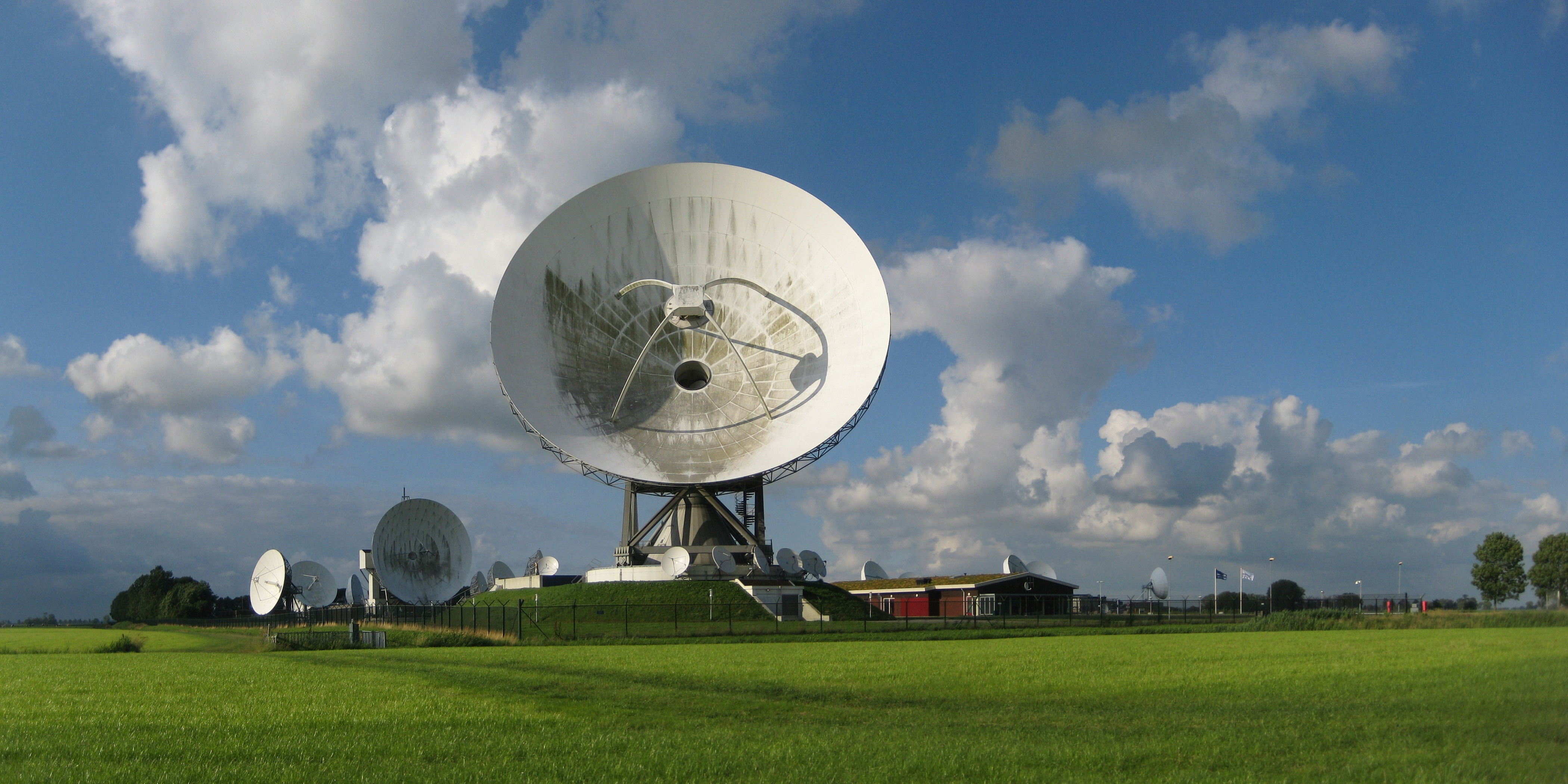
Het complex gezien vanuit het zuidwesten (2012)

It Grutte Ear ("Het grote oor"), ook de Grutte Earen of (volgens de spelling van vóór de Steatestavering) It Greate Ear en officieel Satellietgrondstation 12 genoemd, is de Friese bijnaam voor een grondstation voor satellietcommunicatie. Het betreffende grondstation bevindt zich in de weilanden ten noordwesten van het Friese dorp Burum, ten westen van de buurtschap De Keegen en ten oosten van het Fries-orthodoxe kerkje van Kollumerpomp. Het werd in 1973 geopend door de PTT en is het enige Nederlandse grondstation voor internationale verbindingen over communicatiesatellieten. Het is eigendom van KPN Satcom en wordt beheerd door Stratos (voorheen Xantic).

## Inmarsat
Het grondstation vormt de toegangspoort voor het verzamelen van Europees en intercontinentaal verkeer uit Nederland en omringende landen dat loopt over het telefoonnet en via straalzenders om het weer door te sturen naar satellieten, zodat het kan worden verzonden naar de eindbestemming via soortgelijke grondstations elders ter wereld. Het vormt onderdeel van Inmarsat. Het grootste deel van het terrein (noorden, oosten en midden) heeft deze functie.

## NSO
Na de aanslagen van 11 september besloot de Nederlandse regering tot de oprichting van de Nationale Sigint Organisatie (NSO) voor het coördineren van de verbindingsinlichtingen van de AIVD en MIVD. Dit ging gepaard met een uitbreiding van de vraag naar satellietcapaciteit. Het bestaande grondstation van defensie in Zoutkamp (opgericht eind jaren 1970) mocht door bezwaren van omwonenden niet worden uitgebreid, waarop defensie het grondstation sloot en haar satellietschotels herplaatste bij haar basis in de Marnewaard. De NSO wendde zich daarop in 2005 tot het Stratosterrein in It Grutte Ear voor het gebruiken van twee bestaande grote schotels en de bouw van 13 nieuwe schotels (zie ook Grondstation Burum). Het terrein van de NSO werd gerealiseerd in het zuiden van It Grutte Ear. De schotels zijn bedoeld voor het opvangen van al het langskomend satellietverkeer in het kader van de terrorismebestrijding. Van de twee grote schotels werd er later een gesloopt.

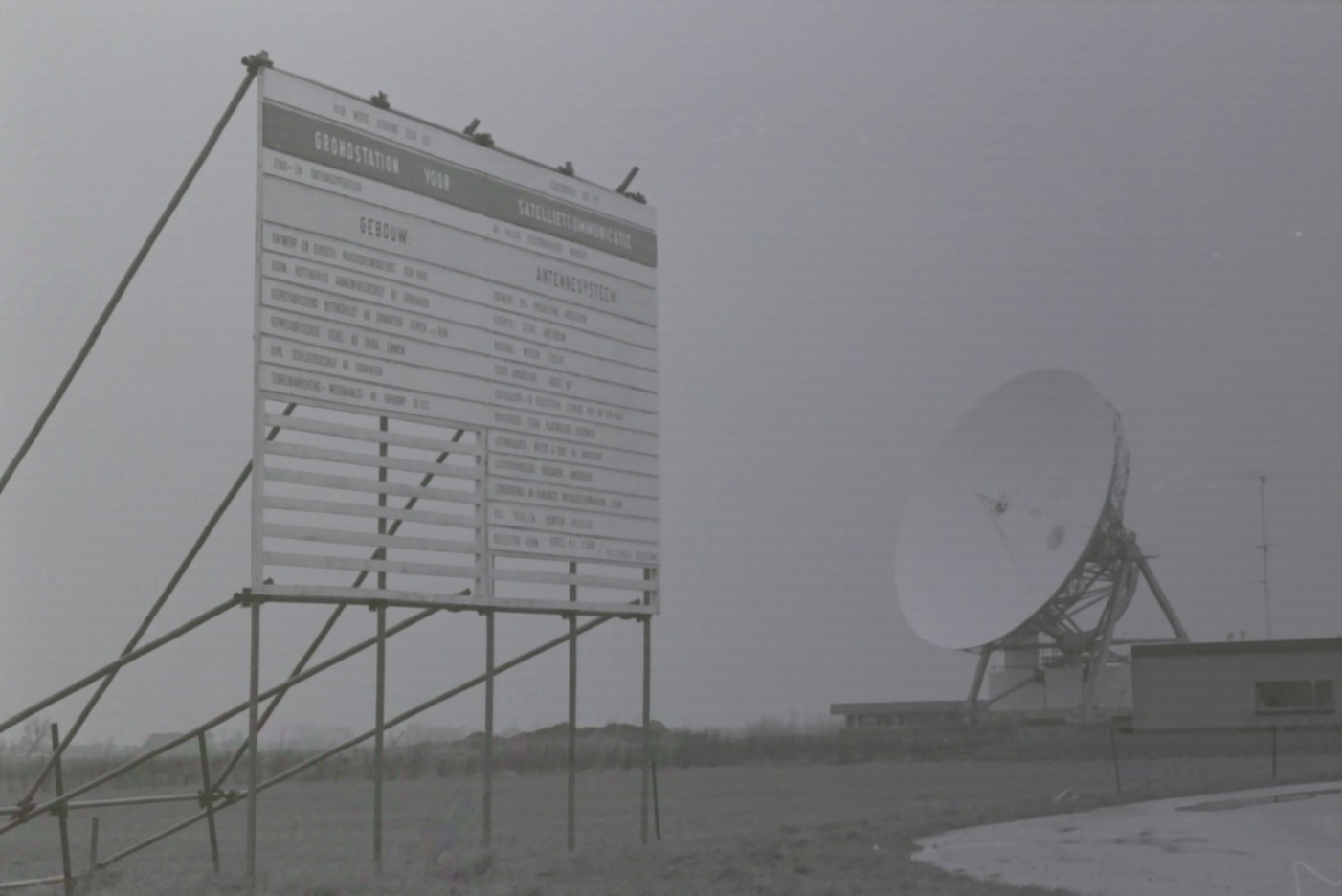
Bord met de aankondiging van de bouw van het grondstation voor satellietcommunicatie bij Burum. Op de achtergrond een van de schotels (1972).
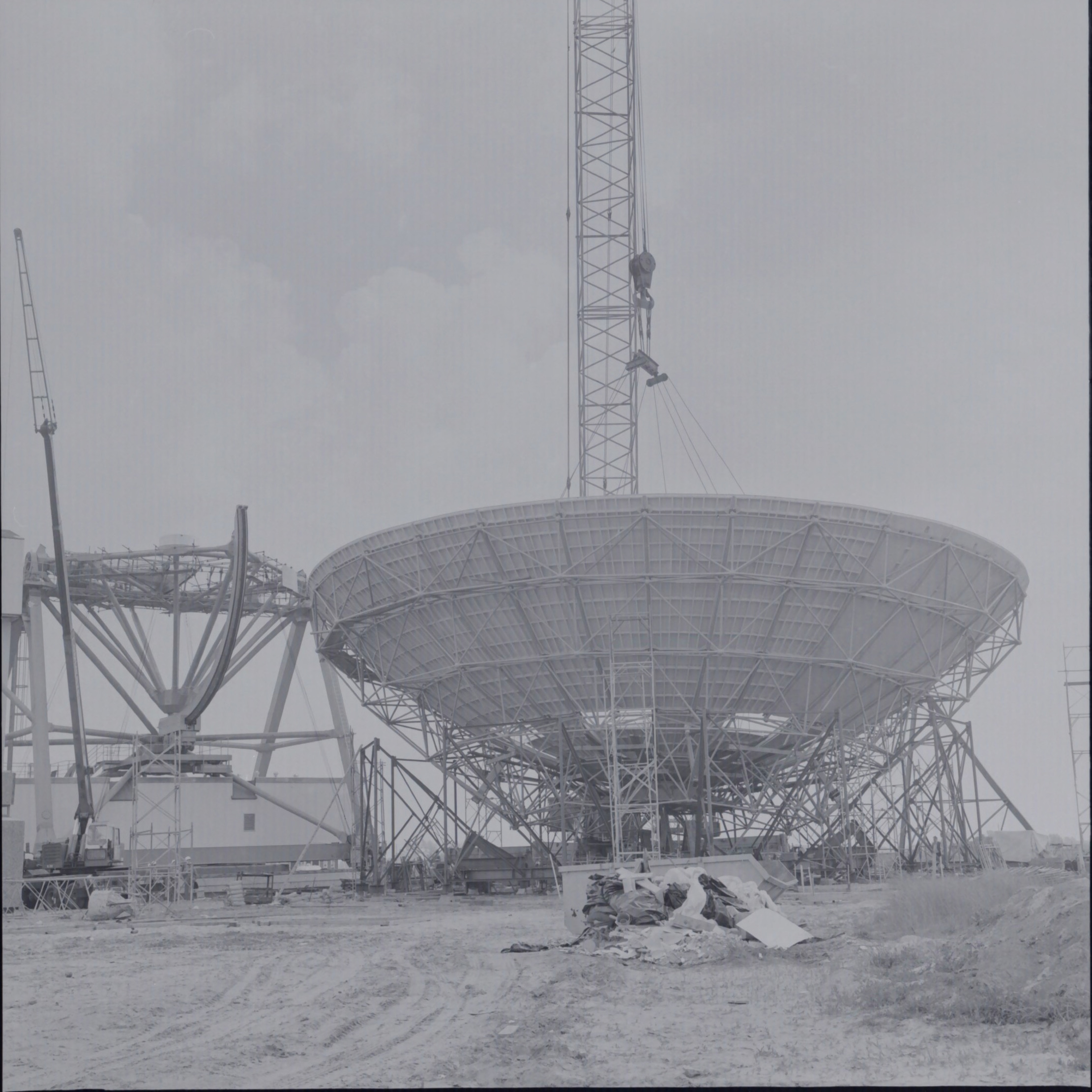
Plaatsing van een van de grote schotels (1972)